# フラワーズ (アルバム)
『フラワーズ』(Flowers)は、ローリング・ストーンズの米国編集アルバム。

## 解説
ひとつのコンセプト云々というわけではなく、どちらかというとベスト的性格をもった編集アルバムで、全12曲中未発表曲は3曲(USに関してのみでは7曲)。その中の1曲「マイ・ガール」は、テンプテーションズのカヴァー。US/ロンドン・レーベルが、1967年当時のアメリカのムーヴメントにヒントを得てこのアルバムを企画したとも言われる。
一方、そうした中でタイトル・コンセプトは、モンタレー・ポップ・フェスティバル（1967）の主催のひとりであり、フラワー・ムーヴメントの中でママス&パパス、バリー・マクガイア、P・F・スローンらの力強い味方となったサウンド・クリエイター、ルー・アドラー(レコードには"Lou-in Adler"とクレジットされている)が担当したともいわれている。
ジャケット・フォトはガイ・ウェヴスター、グラフィックをトム・ウィルクス、そしてデザイン・エクスキュージョンを"The Corporate Head"が担当。アルバム・ジャケットはメンバー5人の顔を花にたとえてデザインしているが、ブライアンだけには、葉がついてない。
イギリスでもDecca SK4888もしくは輸入盤としてリリースされる予定だったが、実現しなかった。
TOP LP'sでは、8月26日付でミリオンセラーを記録。

## 収録曲

### SIDE A
1. ルビー・チューズデイ - Ruby Tuesday
2. マザー・イン・シャドウ - Have You Seen Your Mother, Baby, Standing In The Shadow
3. 夜をぶっとばせ - Let's Spend The Night Together
4. レディ・ジェーン - Lady Jane
5. アウト・オブ・タイム - Out Of Time
6. マイ・ガール - My Girl

### SIDE B
1. バックストリート・ガール - Backstreet Girl
2. プリーズ・ゴー・ホーム - Please Go Home
3. マザーズ・リトル・ヘルパー - Mother's Little Helper
4. テイク・イット・オア・リーヴ・イット - Take It Or Leave It
5. ライド・オン・ベイビー - Ride On, Baby
6. シッティン・オン・ア・フェンス - Sittin' On A Fence